# Lilianne Braun
Lilianne Rachel Braun Grodziensky (Lima, 8 de enero de 1971) es una presentadora peruana conocida por su participación en Nubeluz, un programa infantil peruano.

## Trayectoria
Sus padres son Harry Braun, hijo de inmigrantes húngaros, y Nejume Grodziensky, hija de inmigrantes rusos y rumanos, ambos de origen judío. Cursó sus estudios primarios y secundarios en el Colegio León Pinelo de Lima, lugar donde desarrolló sus primeros pasos artísticos y del cual se graduó en 1987. Dos años más tarde, se radicó en Miami y obtuvo el grado en Ciencias de la Comunicación y Periodismo en 1992. Ese mismo año, se casó con el abogado David M. Kubiliun.
Braun ingresó como «dalina» al programa Nubeluz el 19 de diciembre de 1992, en reemplazo de Mónica Santa María, quien se retiró transitoriamente del espacio, y formó una dupla con Almendra Gomelsky. Fue llamada la Dalina Traviesa. Cuando Mónica regresó, en junio de 1993, y con la incorporación de la animadora colombiana Xiomara Xibillé, hizo parte de la época de mayor auge del programa, que para entonces era visto en casi todos los países de Latinoamérica, y otros de habla no hispana.
Tras la muerte de Mónica Santa María, el 13 de marzo de 1994, renunció al programa. Sin embargo, participó en varios compromisos relacionados con Nubeluz que se habían pactado con anterioridad. Regresó a Estados Unidos y allí se graduó como profesora de Educación Inicial, en la Nova South Eastern University, en 1996. Un año después, se retiró de su trabajo como profesora de primaria en la Hawkes Bluff Elementary, cuando nació Jake, su primer hijo, al que le siguió una niña, Daniella, en 1999.
En 1998, tuvo a cargo la presentación del programa de telerrealidad Sueños de fama, en Telemundo. Y, en 2003, estuvo en el elenco del programa Las comadres, del mismo canal.
En 2010, acompañó a Almendra en el reencuentro que se organizó en Perú e hizo parte del espectáculo musical Grántico, pálmani, zum, con el que se conmemoraron los veinte años de la primera emisión de Nubeluz.
En abril de 2015, y luego de una rápida campaña efectuada en redes sociales, se confirmó que, para celebrar los veinticinco años de la primera emisión de Nubeluz, se organizaría una gira de reencuentro, con Lily y las dalinas Gomelsky y Xibillé, acompañadas de gran parte del elenco de bailarines originales del programa. El 8 de septiembre, se informó que la fecha oficial de celebración del aniversario quedaba establecida para febrero de 2016. Finalmente, el 17 de diciembre de 2015, en una conferencia de prensa a la que asistieron las dalinas y los bailarines, se ratificó la celebración del aniversario. El evento se llevó a cabo del 8 al 14 de febrero de 2016, en Lima.